# فرانك إميليو
فرانك إميليو (بالإنجليزية: Frank Emilio)‏ هو سياسي أمريكي، ولد في 31 أغسطس 1935 في هافر هيل في الولايات المتحدة. حزبياً، نشط في الحزب الديمقراطي. وقد انتخب عضو مجلس نواب ماساتشوستس.